# Niuva 20
A Niuva 20 a finn industrial metal együttes, a Turmion Kätilöt lemeze. A 2005-ben kiadott album 5 számból áll.

## Számok
1. Sika! (3:37)
2. Kirosana (3:26)
3. Varjot (3:51)
4. Stormbringer (3:32)
5. Liitto (Live Henry's Pub) (3:31)

## Az album
Az albumon az első szám a Sika! nagyon dübörgős, amit jól lehet hallani. Az elektrohang jól beleillik a dalba. A végén pedig a hosszú hörgős üvöltést lazább zenevég kísér.
A második szám a Kirosana. Itt is a jól megszokott hörgés szerepel, kisebb "pihenők" után. A végén az alapdallam egy hörgés kíséretében ér véget.
A Varjot c. szám egy diszkós résszel kezdődik, ami aztán átcsap a dobok és gitár világába.
A szám nagy része a doboknak és basszusnak ad helyet. A fura sikítások jól hangzanak a kemény hörgések szüneteiben. És ez az egész egyszerre ér véget.
A Stormbringer c. szám angol, kivételesen. Ezt a számot Rakaa Pee a szintén finn énekessel, a Nightwish énekes-gitárosával énekli. Vendégszereplő, aki egy kis részt kap a dalban, kb. a közepén és a végén. Egy női hang is szól a vokalista mellett, ezidáig ismeretlen. A befejezés egy együttes kiáltással zárul.
A Liito c. szám az utolsó az albumon, ami igazából egy élő felvétel. Nagyon jó hallani az együttest élőben is. Itt Rakaa Pee a másik vokalistával hallható, Spellgoth-tal.
Ez a szám a Hoitovirhe, első kiadású albumukon is hallható, eredeti stúdiós felvételben.
Itt a két énekes hangja érezhetően elkülönül, a jól megszokott hörgések váltakoznak. A befejezésnél együtt énekelnek szinte az utolsó hangig, amit nagy taps köszön meg.

## Külső hivatkozások
- Az album az együttes weboldalán Archiválva 2009. május 12-i dátummal a Wayback Machine-ben